# Карталије
Карталије су насељено место на Кордуну, у саставу општине Војнић, Карловачка жупанија, Република Хрватска.

## Историја
Карталије су се од распада Југославије до августа 1995. године налазиле у Републици Српској Крајини.

## Становништво
Карталије су према попису из 2011. године имале 43 становника.

### Број становника по пописима
| Националност   | 2001. | 1991. | 1981. | 1971. | 1961. | 1953. | 1948. | 1931. | 1921. | 1910. | 1900. | 1890. | 1880. | 1869. | 1857. |
| бр. становника | 63    | 90    | 106   | 114   | 117   | 120   | 103   | 126   | 111   | 101   | 79    | 101   | 90    | 86    | 86    |

- напомене:

До 1900. исказивано под именом Карталија Село.

### Национални састав
| Националност       | 2001.       | 1991.     | 1981.      | 1971.      | 1961.        |
| Срби               | 58 (92,06%) | 90 (100%) | 106 (100%) | 114 (100%) | 115 (98,29%) |
| Хрвати             | 0           | 0         | 0          | 0          | 2 (1,70%)    |
| Југословени        | 0           | 0         | 0          | 0          | 0            |
| остали и непознато | 5 (7,93%)   | 0         | 0          | 0          | 0            |
| Укупно             | 63          | 90        | 106        | 114        | 117          |